# Чемпіонат Європи з боксу 2002
XXXIV Чемпіонат Європи з боксу (чоловіків) відбувся 12 -21 липня 2002 року в місті Перм в Росії.
Україну представляли: Георгій Чигаєв, Артем Сафіуллін, Сервін Сулейманов, Олег Єфимович, Володимир Липський, Володимир Кравець, Олександр Бокало, Віктор Поляков, Олег Машкін, Віктор Перун, В'ячеслав Узелков, Артем Царіков.

## Медалісти
| Категорія:                           | Золото:             | Срібло:               | Бронза:                            |
| Перша найлегша вага (до 48 кг)       | Сергій Казаков      | В'ячеслав Гожан       | Рудольф Діді Сорін Тенасіє         |
| Найлегша вага (до 51 кг)             | Георгій Балакшин    | Александр Александров | Ігор Самойленко Жером Тома         |
| Легша вага (до 54 кг)                | Хаважи Хацигов      | Геннадій Ковальов     | Вальдемар Кукеряну Алі Аллаб       |
| Напівлегка вага (до 57 кг)           | Раїмкуль Малахбеков | Шахін Імранов         | Константин Купатадзе Віорел Сіміон |
| Легка вага (до 60 кг)                | Олександр Малетін   | Борис Георгієв        | Мікеле ді Рокко Сельчук Айдин      |
| Перша напівсередня вага (до 63.5 кг) | Димитр Щилянов      | Віллі Блен            | Брунет Самора Дмитро Павлюченков   |
| Напівсередня вага (до 67 кг)         | Тимур Гайдалов      | Олександр Бокало      | Себастіан Збік Дорел Сіміон        |
| Перша середня вага (до 71 кг)        | Андрій Мішин        | Лукас Вілашек         | Мар'ян Сіміон Іван Гайван          |
| Середня вага (до 75 кг)              | Олег Машкін         | Карой Балжаї          | Яні Раухала Мамаду Джамбанг        |
| Напівважка вага (до 81 кг)           | Михайло Гала        | Жон Дові              | Іштван Сьоч Віктор Перун           |
| Важка вага (до 91 кг)                | Євген Макаренко     | В'ячеслав Узелков     | Віктор Зуєв‎ Марат Товмасян         |
| Надважка вага (вище 91 кг)           | Олександр Повєткін  | Роберто Каммарелле    | Себастьян Кебер Артем Царіков      |

## Медальний залік
| Медальний залік |             |        |        |        |       |
| Місце           | Держава     | Золото | Срібло | Бронза | Разом |
| 1               | Росія       | 9      | 1      | 1      | 11    |
| 2               | Україна     | 1      | 2      | 2      | 5     |
| 3               | Болгарія    | 1      | 2      | 0      | 3     |
| 4               | Білорусь    | 1      | 0      | 1      | 2     |
| 5               | Франція     | 0      | 2      | 3      | 5     |
| 6               | Німеччина   | 0      | 1      | 2      | 3     |
| 6               | Італія      | 0      | 1      | 2      | 3     |
| 6               | Молдова     | 0      | 1      | 2      | 3     |
| 9               | Угорщина    | 0      | 1      | 1      | 2     |
| 10              | Азербайджан | 0      | 1      | 0      | 1     |
| 11              | Румунія     | 0      | 0      | 5      | 5     |
| 12              | Вірменія    | 0      | 0      | 1      | 1     |
| 12              | Фінляндія   | 0      | 0      | 1      | 1     |
| 12              | Грузія      | 0      | 0      | 1      | 1     |
| 12              | Словаччина  | 0      | 0      | 1      | 1     |
| 12              | Туреччина   | 0      | 0      | 1      | 1     |
| Разом           | 16 держав   | 12     | 12     | 24     | 48    |